# Winfried Bach
Winfried Bach (* 1942) ist ein deutscher Soziologe.
Bach studierte Sozialwissenschaften und wurde 1979 in Osnabrück zum Dr. phil. promoviert. Er war Professor und bis 2007 letzter Rektor der Katholischen Fachhochschule Norddeutschland, die in der Hochschule Osnabrück und Hochschule Vechta aufgegangen ist. 
Bach ist Beiratsmitglied der Görres-Gesellschaft.
1995 wurde er in den Ritterorden vom Heiligen Grab zu Jerusalem investiert.

## Schriften
- Bedingungen des Erfolges und Mißerfolges von Heimkindern in Kinderheimen, 1979 (Dissertationsschrift).
- zusammen mit Jürgen Abeln, Doris Dauwe: Selbstreport des Fachbereiches Sozialwesen für den Studiengang Sozialarbeit/Sozialpädagogik, 1996.